# Cirò
Cirò este o comună în provincia Crotone, în regiunea Calabria (Italia).

Localizarea în provincia Crotone

## Personalități
- Nicodemo Gentile, avocat și personalitate de televiziune
- Luigi Giglio (cunoscut prin numele latinizat: Aloysius Lilius) astronom, matematician, medic italian s-a născut la Cirò, prin 1510.

## Demografie
Cirò - evoluția demografică

|  | Graficele sunt indisponibile din cauza unor probleme tehnice. Mai multe informații se găsesc la Phabricator și la wiki-ul MediaWiki. |

Date: Recensăminte sau birourile de statistică - grafică realizată de Wikipedia